# 哈里·查爾斯·伯尼
哈里·查爾斯·伯尼 DSO RD（1882年10月1日—1943年3月9日）是一名蘇格蘭船長和海軍軍官。他在和平時期的航海生涯是在冠達郵輪度過。他還在兩次世界大戰中為英國皇家海軍服役，1943年在北大西洋護航一支商船隊時陣亡。

## 早期生活
伯尼於1882年10月1日出生於蘇格蘭亞伯丁郡新阿伯杜爾，是牧師C·伯尼（C. Birnie）與凱瑟琳·伯尼（Katherine Birnie）的兒子。

## 冠達郵輪
伯尼在坎帕尼亞號上擔任初級軍官，隸屬於亞瑟·羅斯特龍爵士。1907年4月26日，據說羅斯特龍和伯尼觀察到一隻海怪。羅斯特龍在他的自傳中寫到這一事件，而伯尼在幾年後證實這一說法。
在戰時，伯尼回到冠達郵輪，最終在年輕的時候就達到船長級別。他在指揮茅利塔尼亞號、貝倫加里亞號和阿奎塔尼亞號時多次橫渡大西洋。

## 海軍服役

### 第一次世界大戰
在受僱於冠達郵輪期間，伯尼也是英國皇家海軍後備隊的成員，在1904年被任命為少尉，並於1907年12月12日晉升為中尉。
第一次世界大戰期間，伯尼在英國皇家海軍服役，1915年指揮HM 82魚雷艇，1916－1917年在北海指揮仙女號驅逐艦。
1917年11月18日，伯尼中校在指揮巡邏艇P-57號時，在約克郡弗蘭伯勒角附近擊沉了一艘德國潛艇UC-47，最初是以近乎全速的方式撞擊它，然後投下深水炸彈。1918年2月，他因這一壯舉獲得傑出服務勳章，而海軍部則頒發了1000英鎊的「射殺」獎金，由P-57號的船員分享。

### 第二次世界大戰
第二次世界大戰期間，伯尼於1940年開始服役，擔任佔缺准將，隸屬於小鷹號。他指揮幾個護航船隊，運送人員和物資穿越大西洋，包括ON 50、UR 32、ON 162和SC 121護航船隊。1942年12月，伯尼受到提名表揚：「因在兩年的艱苦服役中，作為船隊司令做出了傑出的奉獻」。

## 逝世
1943年2月和3月，伯尼在指揮從紐約到利物浦的SC121號護航船隊時，乘坐挪威商船博納維爾號航行。1943年3月9日，博納維爾號被一枚由德國潛艇U-405號發射的魚雷擊中。博納維爾號被擊中後，伯尼起初留在船上，最後他和他的一名工作人員從船尾跳下了船。一個木筏上的其他倖存者看到他們在水中，但無法操縱木筏去救他。據報導，這個護航船隊將是他的最後一個護航船隊。
他在利物浦海軍紀念碑上為二戰期間在海上喪生的皇家海軍後備隊水手留下紀念。在新阿伯杜爾老教堂院內也有一塊紀念他的墓碑。。

## 領港公會
伯尼是領港公會的一名長老，領港公會是英國負責海事安全的非政府部門公共機構。作為其職能的一部分，他在英國法院擔任航海判事補，包括樞密院司法委員會。